# Hugh Dennis
Hugh Dennis (ur. 1962 w Kettering) – brytyjski komik, aktor i prezenter telewizyjny.
Ukończył studia geograficzne na University of Cambridge, gdzie był członkiem studenckiego klubu teatralnego Footlights. Po studiach przez sześć lat pracował w przedsiębiorstwie Unilever.
Karierę komediową rozpoczął od występów w programie The Mary Whitehouse Experience w duecie ze Steve’em Puntem, nadawanym początkowo na antenie BBC Radio 1, a następnie emitowanym przez stację telewizyjną BBC 2 (1989–1992). Od 1998 wraz z Puntem prowadzi w stacji BBC Radio 4 audycję The Now Show.
W latach 1989–1991 jako aktor głosowy występował w programie Spitting Image. W latach 2000–2006 grał w serialu komediowym Mój bohater (My Hero), a od 2007 roku gra w serialu komediowym Sto pociech (Outnumbered). Od 2005 roku występuje w programie Mock the Week.
W 2010 roku nominowany był do nagrody telewizyjnej BAFTA za najlepszy występ męski w roli komediowej w serialu Sto pociech. Za ten sam serial otrzymał w następnym roku nominację do nagrody British Comedy Awards dla najlepszego telewizyjnego aktora komediowego.